# ژان مک آرتور
ژان ماری فایرکلات مک آرتور (انگلیسی: Jean Marie Faircloth MacArthur) همسر دوم ژنرال پنج ستاره داگلاس مک آرتور بود. ژان در زمانی که همسرش درگیر جنگ با ژاپنی‌ها در فیلیپین بود، در کنار او ماند و به عنوان همسر وفادار داگلاس مک آرتور شناخته شد.

## مؤسسه خیریه
ژان مک آرتور پس از مرگ شوهرش در ۱۹۶۴ مشغول به کمک به سازمان‌های خیریه شد و در سال ۱۹۸۸ از رونالد ریگان رئیس جمهور وقت ایالات متحده ،نشان افتخار آزادی رئیس‌جمهوری را دریافت کرد.

## مرگ
ژان مک آرتور در ۲۲ ژانویه سال ۲۰۰۰ در سن ۱۰۱ سالگی در بیمارستان منهتن نیویورک به مرگ طبیعی درگذشت.